# Окамото, Тао
Тао Окамото (яп. 岡本 多緒 Окомото Тао, род. 22 мая 1985) — японская модель и актриса. Известна ролями в фильмах «Росомаха: Бессмертный» и «Бэтмен против Супермена: На заре справедливости», а также в сериалах «Ганнибал», «Человек в высоком замке» и «Мир Дикого Запада».

## Ранняя жизнь
Тао родилась в префектуре Тиба, Япония. Она начала работать моделью ещё подростком, в возрасте 14 лет.

## Карьера

### Работа моделью
В 2006 году она приняла решение переехать в Париж и развивать карьеру на международном уровне. Вскоре после этого Тао дебютировала на европейских подиумах, будучи одной из немногих выдающихся восточноазиатских моделей тех лет.
В 2009 году Тао переехала в Нью-Йорк.
Тао работала в рекламных и редакционных проектах. Тао стала лицом таких брендов как Dolce & Gabbana, Emporio Armani, Kenzo и Tommy Hilfiger. Также она снималась для журналов i-D Magazine, V Magazine, W Magazine и различных международных изданий Harper's Bazaar и Vogue.
Ноябрьский номер Vogue Nippon (японский Vogue) за 2009 год посвящён Тао. Она была названа «Моделью года» Клуба редакторов моды Японии и одной из «Женщин года» по версии Vogue Nippon в 2010 году.

### Карьера актрисы
В 2013 году Тао дебютировала в кино в роли Марико Ясиды вместе с Хью Джекманом в фильме «Росомаха». В октябре 2014 года было объявлено, что она присоединилась к актёрскому составу «Ганнибала» в роли Чийо, служанки семьи Ганнибала Лектера. В январе 2015 года было объявлено, что Тао сыграет главную роль в фильме «Перекрёсток» с Алодией Госиэнфиао. В 2015 году Тао появилась в сериале «Человек в высоком замке». В 2016 году Тао сыграла Мёрси Грейвз в фильме «Бэтмен против Супермена: На заре справедливости».

## Личная жизнь
В 2015 году Окамото вышла замуж за Тензина Уайлда, главного редактора журнала The Last Magazine.

## Фильмография
| Год       |   | Русское название                                | Оригинальное название              | Роль          |
| --------- | - | ----------------------------------------------- | ---------------------------------- | ------------- |
| 2013      | ф | Росомаха: Бессмертный                           | The Wolverine                      | Марико Ясида  |
| 2014      | с | Кровь на следах                                 | Chi no Wadachi                     | Токо Сакагами |
| 2015      | с | Ганнибал                                        | Hannibal                           | Чийо          |
| 2015      | с | Человек в высоком замке                         | The Man in the High Castle         | Бетти         |
| 2016      | ф | Бэтмен против Супермена: На заре справедливости | Batman v Superman: Dawn of Justice | Мёрси Грейвз  |
| 2016      | ф | Перекрёстки                                     | Kurosurôdo                         | Сихо Номура   |
| 2017      | ф | Охота на человека                               | Zhui bu                            | Кико Танака   |
| 2018      | ф | Идеальный                                       | Perfect                            | Озава         |
| 2018      | ф | Ведьма Лапласа                                  | Laplace's Witch                    | Рей Киримия   |
| 2018—2020 | с | Мир Дикого Запада                               | Westworld                          | Ханарё        |
| 2019      | ф | Трудности адаптации                             | Lost Transmissions                 | Венди         |
| 2019      | ф | Она — всего лишь тень                           | She's Just a Shadow                | Ирен          |
| 2023      | с | Козырь: Слепой профайлер                        | The Last Man: The Blind Profiler   | Ариса Касаи   |
| 2023      | ф | Бесшумный флот                                  | The Silent Service                 |               |
| 2024      | с | Бесшумный флот                                  | The Silent Service                 | Рёко Фунао    |
| 2025      | с | Ветер Фукусимы                                  | Kaze no Fuku Shima                 |               |
|           | ф |                                                 | Out of Order                       | Лиза          |
|           | ф | Внезапно                                        | All of the Sudden                  |               |